# 加勢大周 ワイルドで行こう
- 加勢大周 ワイルドでいこう

加勢大周 ワイルドで行こう（かせたいしゅう ワイルドでいこう）は、1991年3月4日から1993年10月1日（ニッポン放送では9月30日）までニッポン放送で放送されていたラジオ番組。
途中1991年10月からライオンの一社提供番組となり、『ライオン・トーク・ビレッジ』のサブタイトルの元で放送されていた。

## 概要
パーソナリティは加勢大周。古本新之輔が共演者としてレギュラー出演していた。
スタート当初はニッポン放送のみでの放送だったが、1991年10月改編でそれまで『ライオン・トーク・ビレッジ』枠で放送されていた『アイドル危機一髪!公開質問状』（パーソナリティは伊集院光）に代わってこの枠に入り、11局ネット（1991年10月時点）の番組になった。
内容は主に二人のトーク（その日設定されたテーマごとのトークなど）とリスナーから寄せられたはがきの紹介。リスナーの悩み相談、二人で演じるミニコントやミニラジオドラマ（1992年2月から二人とリスナーを交えたラジオドラマ企画もスタート）、また「女子校の真実を探る」などの企画も行われていた。
本番組の終了を以て『フォーク・ビレッジ』（1966年8月1日〜1982年4月2日）以来、『ライオン・ミュージック・ビレッジ』（1982年4月5日〜1991年3月1日）を経て27年続いたライオン提供の「ビレッジ」枠も終了した。

## 放送時間・ネット局

### ライオン提供ネットワークセールス枠
ライオン・トーク・ビレッジ枠の前々身枠番組『フォーク・ビレッジ』時代からネットワークセールス枠を設け続けていた以下の地域（北海道、関東、中京、関西、福岡県）の5局でネットワークセールス枠を続けていた。
※ニッポン放送は月 - 木、他は月 - 金
- ニッポン放送（キー局） 
  - 23:40 - 23:50（1991年3月4日 - 1991年10月3日）
  - 23:30 - 23:40（1991年10月7日 - 1993年10月1日）
  - （夜ワイド番組『伊集院光のOh!デカナイト』に内包）
- STVラジオ　23:45 - 24:00
- 東海ラジオ放送　23:30 - 23:45 （1992年10月から夜ワイド番組『大内ひろのしんの今夜もやっぱりFUNKYパジャマ』に内包）
- ラジオ大阪　23:15 - 23:25 （夜ワイド番組『OBCブンブンリクエスト』に内包）
- RKB毎日放送　22:20 - 22:30 （夜ワイド番組『HiHiHi』→『もっとももんが』（1993年4月から）に内包）

### ローカルセールス枠
（出典：）
「→」は、放送曜日・時間帯変更無し、網掛け枠は放送無し。以下、放送曜日は全て月 - 金
| 局名       | 1991年10月 - 1992年3月 | 1992年4月 - 1992年9月 | 1992年10月 - 1993年3月 | 1993年4月 - 1993年9月 |
| ---------- | ---------------------- | --------------------- | ---------------------- | --------------------- |
| 青森放送   | 23:40 - 23:50          | 23：50 - 24:00        | →                      | →                     |
| 秋田放送   | 23:50 - 24:00          |                       |                        |                       |
| 山形放送   |                        | 22:30 - 22:40         | →                      | →                     |
| 山梨放送   | 22:10 - 22:20          | →                     | →                      | 22:20 - 22:30         |
| 信越放送   |                        |                       |                        | 22:05 - 22:15         |
| 北陸放送   | 24:00 - 24:10          | →                     |                        |                       |
| 山陰放送   |                        | 22:40 - 22:50         | →                      |                       |
| 西日本放送 | 22:20 - 22:30          | →                     | →                      |                       |
| ラジオ沖縄 | 21:50 - 22:00          | →                     | →                      |                       |